# Sandgrube Seligenthal
Sandgrube Seligenthal este o arie protejată (sit de importanță comunitară — SCI) din Germania întinsă pe o suprafață de 23,32 ha, integral pe uscat.

## Localizare
Centrul sitului Sandgrube Seligenthal este situat la coordonatele 50°48′17″N 7°16′35″E / 50.8047°N 7.2764°E.

## Înființare
Situl Sandgrube Seligenthal a fost declarat sit de importanță comunitară în ianuarie 2006 pentru a proteja .

## Biodiversitate
Situată în ecoregiunea atlantică, aria protejată nu include niciun habitat protejat.
La baza desemnării sitului se află un număr nedeclarat de specii protejate: